# Cosmochthonius plumatus
Cosmochthonius plumatus är en kvalsterart som beskrevs av Berlese 1910. Cosmochthonius plumatus ingår i släktet Cosmochthonius och familjen Cosmochthoniidae.

## Underarter
Arten delas in i följande underarter:
- C. p. plumatus
- C. p. suramericanus